# Return of the Boom Bap
Return of the Boom Bap je první oficiální sólové album rappera KRS One, které vydalo v roce 1993 vydavatelství Jive Records. Toto album se umístilo 16. října 1993 na třicáté sedmé pozici v hitparádě Billboard 200.
V roce 1998 se album umístilo mezi stovkou nejlepších hiphopových alb v časopise The Source, ve kterém původně v roce vydání alba obdrželo hodnocení čtyř z pěti mikrofonů.

## Seznam skladeb
| Pořadí         | Název                  | Autor                                                                                       | Délka |
| -------------- | ---------------------- | ------------------------------------------------------------------------------------------- | ----- |
| 1.             | KRS-One Attacks        | C. Wright; L.Parker; C. Martin; S. LaRock                                                   | 2:50  |
| 2.             | Outta Here             | L.Parker; C. Martin; J. Brown; E. Sadler; H. Shocklee; R. Walters                           | 4:28  |
| 3.             | Black Cop              | L.Parker; C. S. Dodd; W. Williams                                                           | 2:59  |
| 4.             | Mortal Thought         | L. Parker; C. Martin; B. Joel; Phil Ramone                                                  | 3:19  |
| 5.             | I Can't Wake Up        | L.Parker; C. Martin                                                                         | 3:34  |
| 6.             | Slap Them Up           | W.Broady; L. Parker; N. Cotto; D. Jones                                                     | 3:58  |
| 7.             | Sound of da Police     | R.Lemay, L. Parker, T. Washington, A. Lomax,B. Chandler, E. Burdon, J. A. Lomax, S. Stewart | 4:18  |
| 8.             | Mad Crew               | L. Parker, Curtis Mayfield                                                                  | 4:24  |
| 9.             | Uh Oh                  | L. Parker; Wycliffe 'Steely' Johnson; Cleveland 'Clevie' Browne                             | 4:05  |
| 10.            | Brown Skin Woman       | D. Love; L. Parker; M. Jackson; J. Coltrane                                                 | 4:38  |
| 11.            | Return of the Boom Bap | L. Parker                                                                                   | 3:46  |
| 12.            | P" Is Still Free       | L.Parker; C. Martin; B. Maupin; J.Arrington                                                 | 4:56  |
| 13.            | Stop Frontin           | D. Love; L. Parker; B. Bernier; N. Simon; A. Jamal                                          | 3:19  |
| 14.            | Higher Level           | L.Parker; C. Martin; G. Page                                                                | 5:13  |
| Celková délka: | Celková délka:         | Celková délka:                                                                              | 55:47 |

## Samply
Níže jsou uvedeny názvy interpretů a jejich skladeb, ze kterých byly použity samply pro jednotlivé písně tohoto alba.
„KRS-One Attacks"
- "A Mother's Love" – Charles Wright & the Watts 103rd Street Rhythm Band
- "(This Is) Detroit Soul" – Paul Nero

„Outta Here"
- "Funky President" – James Brown

„Black Cop"
- "Armagideon Time" – Willi Williams

„Mortal Thought"
- "Outside Love" – Brethren
- "Stretching" – Art Blakey & the Jazz Messengers

„I Can't Wake Up"
- "Zion Gate" – Horace Andy
- "The Whole Wide World Ain't Nothin' but a Party" – Mark Radice

„Sound of da Police"
- "Sing a Simple Song" – Sly & the Family Stone
- "Inside Looking Out" – Grand Funk Railroad

„Mad Crew"
- "Don't Change Your Love" – Five Stairsteps
- "Get Up Offa That Thing" – James Brown

„Brown Skin Woman"
- "Pot Belly" – Lou Donaldson

„P" Is Still Free"
- "Papa Was Too" – Joe Tex
- "The Jewel in the Lotus" – Bennie Maupin

„Stop Frontin"'
- "Poinciana (Live)" – Ahmad Jamal

„Higher Level"
- "Blackula Strikes" – Gene Page

## Singly
Dvě skladby z tohoto alba byly vydány také samostatně jako singly.
- „Outta Here" datum vydání 3. září 1993 [7]
- „Sound of da Police" datum vydání 6. prosince 1993 [8]

## Skladby
Některé skladby byly použity ve filmech a videohrách:
„Sound of da Police"
- Poldův švagr (Ride Along: Next Level Miami) film z roku 2016, v tomto filmu je jednou ze dvou průvodních písní závěrečných titulků [9]
- Zkaženej kocour (Kötü Kedi Serafettin) animovaný film z roku 2016 [10]
- Angry Birds ve filmu (Angry Birds) animovaný film z roku 2016 [11]
- Hlavu vzhůru! (La tête haute) film z roku 2015 [12]
- Battlefield Hardline videohra z roku 2015 [13]
- Jízda švárů (Ride Along) film z roku 2014 [14]
- Útok na věžák (Attack the Block) film z roku 2011 [15]

„I Can't Wake Up"
- Bláznovství (The Wackness) film z roku 2008 [16]

„Outta Here"
- Hra se smrtí (Clockers) film z roku 1995 [17]

„Black Cop"
- CB4: Cesta ke slávě (CB4) film z roku 1993 [18]

## Umístění v hitparádách

### Album
| Hitparáda (1993)       | Nejvyšší umístění |
| ---------------------- | ----------------- |
| Billboard 200          | 37                |
| Top R&B/Hip-Hop Albums | 5                 |

### Singly
| Rok  | Skladba              | Umístění v hitparádách | Umístění v hitparádách | Umístění v hitparádách | Umístění v hitparádách  |
| Rok  | Skladba              | Billboard Hot 100      | Hot R&B/Hip-Hop Songs  | Hot Rap Songs          | Hot Dance Singles Sales |
| ---- | -------------------- | ---------------------- | ---------------------- | ---------------------- | ----------------------- |
| 1993 | "Outta Here"         | –                      | 61                     | 5                      | 10                      |
| 1993 | "Sound of Da Police" | 89                     | 79                     | 17                     | 6                       |